# 海拉尔西路街道
海拉尔西路街道，是中华人民共和国内蒙古自治区呼和浩特市回民区下辖的一个乡镇级行政单位。

## 行政区划
海拉尔西路街道下辖以下地区：
塔布板社区、青山社区、小府社区、赛马场北路社区、赛罕路社区、工农兵路社区、综合路社区、金海路社区和附件厂社区。